# Monica Barbaro
Monica Barbaro (San Francisco, 1990. június 17. –) amerikai színésznő.

## Élete
1990. június 18-án született San Franciscóban. A kaliforniai Mill Valley-ben nőtt fel, 2007-ben érettségizett a Tamalpais High School tanulójaként. Gyerekkorában szülei elváltak. Kiskorában táncolni kezdett, és balettet tanult. A Tisch School of the Arts iskolában diplomázott táncból. Ezután elhatározta, hogy színészi karrierbe kezd és visszatér San Franciscóba. Itt a Beverly Hills Playhouse színésziskolában tanult.

## Pályafutása
2013-ban figyeltek fel rá először, amikor szerepelt a házasságon belüli kommunikációról szóló It's Not About the Nail című rövidfilmben. Első jelentősebb szerepe a Lifetime csatorna Unreal című műsorában volt. Ezután csatlakozott az NBC Chicago Justice című sorozatának stábjához. Ő alakította Cora Vasquezt a Netflix The Good Cop című sorozatában, Josh Groban és Tony Danza mellett. 2018 és 2019 között az ABC Splitting Up Together című vígjátéksorozatában szerepelt. Játszott a 2022-es  Top Gun: Maverick című filmben.
2023-ban az At Midnight című romantikus vígjátékban tűnt fel. A film vegyes kritikákat kapott, de Barbaro színészi játékát dicsérték.

## Filmográfia

### Film
| Év   | Cím                | Szerep                        | Magyar hang |
| ---- | ------------------ | ----------------------------- | ----------- |
| 2013 | Bullish            | Eva                           |             |
| 2021 | The Cathedral      | Lydia Damrosch                |             |
| 2022 | Top Gun: Maverick  | Natasha 'Főnix' Trace hadnagy | Gubik Petra |
| 2022 | I'm Charlie Walker | Peggy                         |             |
| 2023 | At Midnight        | Sophie Wilder                 |             |
| 2024 | Sehol se otthon    | Joan Baez                     |             |

### Televízió
| Év        | Magyar cím                | Eredeti cím                              | Szerep                            | Megjegyzések                          |
| --------- | ------------------------- | ---------------------------------------- | --------------------------------- | ------------------------------------- |
| 2015      | Stitchers – Az összefűzők | Stitchers                                | Brenda 'Bentley' Miller           | 1 epizód                              |
| 2016      | Hawaii Five-0             | Hawaii Five-0                            | Ella Koha                         | 1 epizód                              |
| 2016      |                           | Cooper Barrett's Guide to Surviving Life | csinos lány                       | 1 epizód                              |
| 2016      |                           | Unreal                                   | Yael                              | főszereplő (2. évad, 10 epizód)       |
| 2016      |                           | Notorious                                | Chloe Edwards                     | 1 epizód                              |
| 2016–2017 | Bűnös Chicago             | Chicago P.D.                             | Anna Valdez államügyész-helyettes | 4 epizód                              |
| 2017      |                           | Chicago Justice                          | Anna Valdez államügyész-helyettes | főszereplő                            |
| 2017      | Halálos fegyver           | Lethal Weapon                            | Nora Cooper                       | 1 epizód                              |
| 2018      |                           | The Good Cop                             | Cora Vasquez                      | főszereplő                            |
| 2018–2019 | Elválótársak              | Splitting Up Together                    | Lisa Apple                        | visszatérő szereplő                   |
| 2019      | Dex nyomozó               | Stumptown                                | Liz Melero                        | 4 epizód                              |
| 2023      | FUBAR                     | FUBAR                                    | Emma Brunner                      | főszereplő magyar hangja Széles Flóra |

### Videójátékok
| Év   | Cím       | Szerep              |
| ---- | --------- | ------------------- |
| 2023 | Forspoken | Auden Keen (hangja) |

## Fordítás
- Ez a szócikk részben vagy egészben  a   Monica Barbaro című angol Wikipédia-szócikk fordításán alapul.  Az eredeti cikk szerkesztőit annak laptörténete sorolja fel. Ez a jelzés csupán a megfogalmazás eredetét és a szerzői jogokat jelzi, nem szolgál a cikkben szereplő információk forrásmegjelöléseként.